# Estación Punta Loyola
La Estación Punta Loyola es una estación ferroviaria del ramal ferroviario que une la mina de carbón de Río Turbio con el puerto de Punta Loyola, cerca de Río Gallegos, en el departamento Güer Aike de la Provincia de Santa Cruz (Argentina). Se trata de una estación de recepción y descarga del carbón que proviene de la mina de Río Turbio. Cuenta con una playa ferroviaria y un sistema vuelcavagones.
La estación se inauguró en el año 1995, como resultado de la modificación de la traza original del Ramal Ferro-Industrial de Río Turbio. La construcción de esta prolongación del ramal se inició en 1993, para comunicar con el muelle Presidente Illia de Punta Loyola, donde puede cargarse el carbón en buques de mayor calado, y produjo el cierre de la antigua terminal de Río Gallegos y la desactivación de la traza original entre esta y el nuevo Empalme kilómetro 9.
La estación forma parte del Ramal Ferro-Industrial de Río Turbio, que une la mina de Río Turbio, en la Cordillera de los Andes y cercana al límite con Chile, con el puerto de Punta Loyola, en cercanías de Río Gallegos. Se trata de un ramal de trocha angosta (750 mm) perteneciente a YCF (Yacimientos Carboníferos Fiscales, actual YCRT) y funciona actualmente sólo para el transporte de carbón.